# Container (film)
Pour les articles homonymes, voir Conteneur (homonymie).
Pour plus de détails, voir Fiche technique et Distribution.
Container est un film suédois réalisé par Lukas Moodysson et sorti en 2006. Il a été présente à la Berlinale le 10 février 2006.
Le film est en noir et blanc et a été décrit par Moodysson comme « un film muet avec du son » ; une description appropriée car les seuls bruits du film sont des paroles en monologue.

## Fiche technique
- Réalisation et scénario : Lukas Moodysson
- Production : Tomas Eskilsson et Lars Jönsson
- Musique originale : Erik Holmquist et Jesper Kurlandsky
- Photographie : Jesper Kurlandsky, Lukas Moodysson et Åsa Staffansson
- Montage : Jesper Kurlandsky, Lukas Moodysson et Andreas Nilsson
- Durée : 72 minutes
- Pays :  Suède
- Langue : Suédois
- Date de sortie :
  -  Suède : 10 mars 2006

## Distribution
- Jena Malone : la femme / Speaker (voix)
- Peter Lorentzon : un homme
- Mariha Åberg : une femme (voix)

## Lieux de tournage
Il a été tourné à Cluj, en Roumanie ; à Tchernobyl, en Ukraine ; et à Trollhättan, en Suède.